# Ananas
Ananas-slægten (Ananas) er udbredt i Sydamerika. De stivbladede rosetplanter har blomsterne samlet i et kogleagtigt aks. Ananas indeholder det protein-spaltende enzym bromelin. På grund af dette enzym er saften fra ananas særdeles velegnet til at marinere kød i, da bromelain nedbryder proteiner på kødets overflade, så smagstoffer kan trænge ind i kødet.
| Beskrevne arter |

- Almindelig ananas (Ananas comosus).
- Dværgananas (Ananas nanus).

| Andre arter |

- Ananas macrodontes.

| Mad og drikke | Spire Denne artikel om mad og drikke er en spire som bør udbygges. Du er velkommen til at hjælpe Wikipedia ved at udvide den. |